# Vechtpartij in de Galleria
Vechtpartij in de Galleria  (Italiaans: Rissa in galleria) is een schilderij van Umberto Boccioni uit 1910. Het maakt deel uit van de collectie van het Palazzo Citterio in Milaan, waar sinds 2024 de moderne kunst van de Pinacoteca di Brera tentoongesteld wordt.

## Voorstelling
Op het schilderij is een groep mensen te zien die zich verdringt om een gevecht te volgen tussen twee vrouwen, vermoedelijk prostituees. De menigte vertegenwoordigt de bourgeoisie en maakt een chaotische en misschien zelfs dronken indruk. Het tafereel speelt zich af voor voor het cafe van Gaspare Campari, de oprichter van Campari, in de Galleria Vittorio Emanuele II in Milaan.
Vechtpartij in de Galleria belichaamt de kernprincipes van het futurisme, een kunststroming die gefascineerd was door de dynamiek van het moderne stadsleven. De keuze voor een winkelgalerij als locatie is hierin veelzeggend; het is een plek waar consumptie en entertainment samenkomen. De vechtpartij ontregelt het burgerlijke plezier en transformeert de galerij in een plaats van sociale wanorde. Dit thema van de menigte, gezien als een potentiële bron van politieke macht en maatschappelijke verandering, was van groot belang voor de futuristen.
Het schilderij vertoont al de typische spanning van futuristische werken, waarbij de drang naar snelheid en energie voelbaar is. Toch behoudt het naturalistische elementen, met name in de herkenbare en goed omlijnde figuren. Boccioni werkte nog in de divisionistische stijl. Zijn minutieuze penseelvoering, met name in de weergave van het kunstlicht in de galerij en de architectuur, demonstreert zijn beheersing van deze techniek. De gloeiende lichtbollen van de elektrische straatverlichting en de kleurrijke weergave van glas en oppervlakken getuigen van zijn concentratie op chromatische effecten.